# Montparnasse
Montparnasse is een wijk in Parijs, aan de linkerzijde (Rive Gauche) van de Seine.
Montparnasse werd op 1 januari 1860 door Parijs geannexeerd, en werd toen deel van het 14e arrondissement.
Rond 1900 werd Montparnasse het internationale verzameloord van avant-gardekunstenaars als opvolger van de wijk Montmartre. Een deel van het gebied waar de kunstenaars zich concentreerden werd in de jaren zestig afgebroken om plaats te maken voor een wolkenkrabber van 210 meter hoog, de Tour Montparnasse, die centraal in de wijk staat.
Ook is er een station Gare Montparnasse, waarvandaan de treinen richting Bretagne vertrekken. Met 50 miljoen reizigers per jaar is dit een van de zes grote treinstations van Parijs. Verder bevindt zich in de wijk een gelijknamige begraafplaats, Cimetière du Montparnasse waar onder anderen Jean-Paul Sartre, Simone de Beauvoir, Samuel Beckett, Guy de Maupassant en Serge Gainsbourg hun laatste rustplaats hebben gevonden.
- Gemeinsame Normdatei: 4115855-6
- Library of Congress Control Number: n82144259
- Nationale Bibliotheek van Israël: 987007564405805171
- Virtual International Authority File: 145443751